# 台中市公車6路

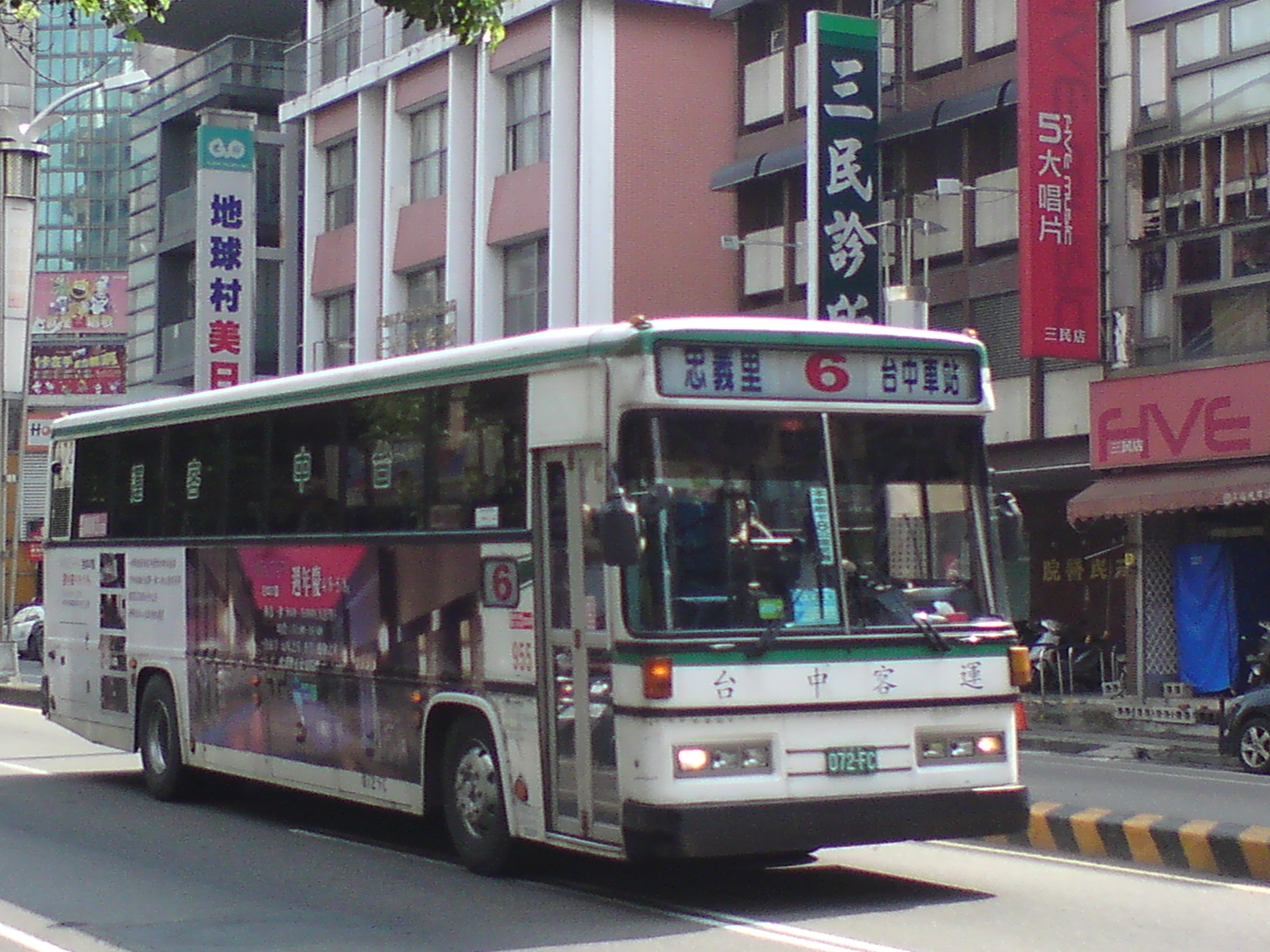
台中市公車6路使用之舊車

台中市公車6路行駛自干城站至忠義里，由台中客運營運。本路線主要行駛於中清路，行經許多重點學區及客運轉運站等交通樞紐，為重要路線之一。

## 歷史
- 1990年代：起迄標示為「台中-大雅」，並曾使用英國利蘭奧林比安十一米雙層巴士行走。
- 2006年6月26日：停駛（仁友東站－大雅電信局）。
- 2011年5月1日：9副(901)路公車更改路線代碼為6路（台中車站－忠義村）。
- 2011年12月25日：配合臺中縣市合併升格為直轄市，忠義村改制為忠義里。
- 2013年7月1日：調整行駛動線，由原行駛中山路改為行駛民權路。[1]
- 2014年1月1日：新增05：50班次從六張犁開往臺中車站。
- 2014年6月1日：「忠義市場」更名為「忠義市場（原民中心）」。
- 2015年3月1日：「第一信用」撤站並併入「彰化銀行（臺灣大道）」。
- 2016年3月15日：增停「月祥路361巷口」。[2]
- 2016年7月1日：延駛「干城站」，原「綠川東站」裁撤；返程改駛民權路－建國路－雙十路至干城站，裁撤「彰化銀行（自由路）」及「合作金庫」，增停「民權繼光街口」、「台中火車站」。[3]
- 2016年10月29日：配合臺中鐵路高架化第二階段工程站前廣場改建，往干城站方向之臺中火車站站位遷移至原金莎百貨對面。[4] [5]
- 2017年2月1日：調整發車時刻表，干城站發車由35班調整為34班，忠義里發車由36(其中一班假日及寒暑假停駛)班調整為33班。[6]
- 2017年4月1日：「大雅澄清醫院」更名為「大明」。[7]
- 2019年1月1日：「臺中火車站」去程、回程分別更名為「臺中車站（臺灣大道）」、「臺中車站（民族路口）」。
- 2019年12月12日：調整部分班次發車時刻。[8]
- 2021年6月1日：「一心市場」更名為「三民錦新街口」。
- 2021年11月19日：「頂賴厝」更名為「捷運文心中清站（中清路）」。
- 2021年5月31日：往干城方向「捷運文心中清站（中清路）」遷移至中清路一段745號前，原站位則更名為「中清北平路口」。
- 2022年7月1日：配合幹線公車通車，調整6路繞駛中國醫藥大學水湳校區，加強中國醫藥大學兩校區接駁[9]。
- 2024年3月1日：調整發車時刻。[10]

## 路線基本資料
- 往忠義里方向自干城站起，沿雙十路、建國路、臺灣大道一段、三民路二段、三民路三段、五權路、中清路一段、大鵬路、順平路、經貿一路、經貿路、敦化路、中清路二段、中清路三段、雅潭路四段、中山東路、中清路四段及月祥路至忠義里。
- 往干城站方向自忠義里起， 月祥路、 中清路四段、中清東路、 雅潭路四段、中清路三段、中清路二段、敦化路、經貿路、順平路、大鵬路中清路一段、五權路、三民路三段、三民路二段、民權路、建國路及雙十路至干城站。

### 時刻表
- 時刻表僅供參考，請以台中客運網站公告為準。時刻表更新時間為2025年3月1日。

| 台中市公車6路時刻列表 | 台中市公車6路時刻列表 |
| --- | --- |
| 干城站發車 | 忠義里（中科實驗高中）發車 |
| 平日 06:10、06:40、07:20、08:00、08:30、09:30、10:25、12:30、13:00、14:00、14:30、15:30、18:45、19:00、19:40、20:40、21:40 假日／寒暑假 06:10、06:50、07:30、08:30、11:30、12:30、13:30、14:30、15:30、17:00、17:30、18:40、19:40、20:40 | 平日 07:30、08:10、09:00、09:30、11:00、12:00、12:30、14:30、15:00、15:30、16:00、17:05、17:10、18:35、19:10、20:10 假日／寒暑假 06:10、06:50、07:30、08:30、10:00、12:00、13:00、15:00、15:30、16:00、17:00、18:40、19:10、20:10 |
| 台中市公車6副路時刻列表 | |
| 干城站發車 | 原住民族文化館發車 |
| 平／假日 09:00、11:00、16:30 | 平／假日 10:30、13:30、18:00 |

### 收費
- 一般市區公車（1～999、綠1～綠4）：依里程計費，收費費率為［2.431×搭乘里程數×（1+5%營業稅）］元。
  - 於基本里程8公里內票價為全票20元、半票11元。
  - 兒童、老人、身心障礙者及其陪伴者依規定半票收費，半票收費費率為原收費費率的一半。
  - 市民限定交通卡：前10公里免費，超過10公里部分票價比照收費費率，且上限為10元。
- 小黃公車（黃1～黃25）：免費。
- 幸福公車（梨山1）：票價比照臺中市計程車收費費率，持電子票證刷卡全程免費。
- 市民小巴（市民小巴1～市民小巴4）：票價比照一般市區公車收費費率，持電子票證刷卡全程免費。

### 停站
- 參見右側站牌路線圖，綠色路段表示行駛優化公車專用道。

## 圖片集
- 台中市公車6路使用之舊車